# Agrodiaetus sajanensis
Agrodiaetus sajanensis är en fjärilsart som beskrevs av Fost. Agrodiaetus sajanensis ingår i släktet Agrodiaetus och familjen juvelvingar. Inga underarter finns listade i Catalogue of Life.